# Exogone rocas
Exogone rocas is een borstelworm uit de familie van de Syllidae. De wetenschappelijke naam van de soort werd voor het eerst geldig gepubliceerd in 2020 door Nascimento, Fukuda en Paiva.